# Héctor Delpino Canales
Héctor Delpino Canales (* 14. Juni 1938 in Talca) ist ein chilenischer Pianist, Komponist und Musikpädagoge.

## Leben und Werk
Héctor Delpino studierte in seiner Heimatstadt und in Santiago de Chile am Conservatorio Nacional de Música bei Amengual Astabumaga Klavier, bei Esther Lathron Musiktheorie sowie bei Juan Orrego-Salas, Jorge Urrutia Blondel und Alfonso Letelier Llona Komposition. Anschließend absolvierte er Interpretationsstudien bei Alberto Spikin-Howard und Flora Guerra.
Héctor Delpino wirkte schon früh als Konzertpianist. Er zog sich aus persönlichen Gründen bald aus dem öffentlichen Konzertleben zurück. Seit 1966 lehrte er an der in seiner Heimatstadt Talca gelegenen Musikabteilung der Universidad de Chile Klavier und Musikgeschichte.
Er schrieb unter anderem eine Fantasie für Orchester (1957), Kammermusik (Diálogo für Violoncello und Klavier 1954, Trio für Flöte, Posaune und Klavier 1957, eine Violinsonate 1961, Satz für Streichquartett 1962), Klavierwerke (10 Impresiones 1951, Sonate 1958, Me diste soledad 1967, sechs Divertimentos 1969), a Capella-Chöre und Lieder.